# HMS Nautilus (1914)
HMS Nautilus byla diesel-elektrická ponorka Britského královského námořnictva. Oceánská ponorka měla mít vysokou rychlost na hladině, avšak předpokládaných výkonů nedosáhla. Rozestavěna byla roku 1913, ale její dokončení se protáhlo až do října 1917. Nikdy však nebyla v plnohodnotné operační službě. Místo toho byla využívána jako mateřská loď ponorek a plovoucí nabíjecí stanice. Roku 1922 byla prodána do šrotu. Přestože ponorka byla neúspěšnou konstrukcí, námořnictvu poskytla důležité zkušenosti pro další vývoj.

## Stavba
V únoru 1912 ponorkový výbor navrhl vývoj nových ponorek s výtlakem 1000 tun a rychlostí dvacet uzlů pro oceánskou službu a s výtlakem přibližně 300 tun pro pobřežní operace (pozdější třídy S a F). Společnost Vickers zpracovala návrh ponorky s perspektivními vznětovými dvanáctiválci, avšam plout měla maximálně sedmnácti uzly. Zamítnut byl návrh konkureční loděnice Scotts na použití turbínového pohonu (měla je následující ponorka HMS Swordfish). Nakonec byl vybrán návrh loděnice Vickers. Kýl ponorky byl založen v Barrow-in-Furness v březnu 1913 a na vodu byla spuštěna 31. prosince 1914. Vývoj dieselů však probíhal velmi pomalu, takže se dokončení ponorky protáhlo do října 1917. Od června 1917 přitom dostala označení N1.

## Konstrukce
Výzbroj tvořilo osm 457mm torpédometů se zásobou šestnácti torpéd. Doplňoval je jeden 76mm kanón. Pohonný systém tvořily dva vznětové dvanáctiválce Vickers o výkonu 3700 hp a dva elektromotory o výkonu 1000 hp, pohánějící dva lodní šrouby. Nejvyšší rychlost dosahovala sedmnáct uzlů na hladině a deset uzlů pod hladinou. Dosah byl 5300 námořních mil při rychlosti jedenáct uzlů na hladině. Operační hloubka ponoru byla 30 m.